# Panasonic Open (India)
Het Panasonic Open in India is een toernooi van de Aziatische PGA Tour. Het toernooi wordt gespeeld op de Delhi Golf Club. De eerste editie was in 2011. Het prijzengeld was tot en met 2014 steeds US$ 300.000, daarna werd het verhoogd naar US$ 400.000

## Winnaars
| Data               | Winnaar           | Score | Score | Info                                                                                              |
| ------------------ | ----------------- | ----- | ----- | ------------------------------------------------------------------------------------------------- |
| 06-04 / 09-04-2011 | Anirban Lahiri po | 275   | -13   | won play-off van Manav Jaini en Mardan Mamat                                                      |
| 29-03 / 01-04-2012 | Digvijay Singh    | 277   | -11   |                                                                                                   |
| 04-04 / 07-04-2013 | Wade Ormsby       | 279   | -9    | tweede werd Boonchu Ruangkit met -8, hij probeerde de oudste winnaar op de Asian Tour te worden . |
| 06-11 / 09-11-2014 | SSP Chowrasia po  | 276   | –12   |                                                                                                   |
| 05-11 / 08-11-2015 | Chiragh Kumar     | 275   | -13   |                                                                                                   |
| 01-12 / 04-12-2016 |                   |       |       |                                                                                                   |